# Trophée Melinda
Le Trophée Melinda (en italien : Trofeo Melinda) est une course cycliste italienne disputée jusqu'en 2014 dans le Trentin-Haut-Adige. Créé en 1992, il fait partie de l'UCI Europe Tour à partir de 2005, en catégorie 1.1. Il a lieu au mois d'août et a remplacé le Tour d'Ombrie.
En 2013 et 2014, la course s'est déroulée en tant que championnat d'Italie sur route, avec les succès d'Ivan Santaromita, puis Vincenzo Nibali.  En 2015, le Trophée Melinda fusionne avec le Tour du Trentin, organisé sous le nom de Tour des Alpes à partir de 2017.

## Palmarès
| Année | Vainqueur            | Deuxième             | Troisième            |
| ----- | -------------------- | -------------------- | -------------------- |
| 1992  | Maurizio Fondriest   | Gianni Bugno         | Viatcheslav Ekimov   |
| 1993  | Stefano Della Santa  | Mauro Gianetti       | Wladimir Belli       |
| 1994  | Massimo Podenzana    | Francesco Casagrande | Gianni Faresin       |
| 1995  | Pascal Richard       | Felice Puttini       | Gianni Faresin       |
| 1996  | Andrea Tafi          | Massimo Podenzana    | Filippo Casagrande   |
| 1997  | Michele Bartoli      | Wladimir Belli       | Stefano Checchin     |
| 1998  | Rodolfo Ongarato     | Alessandro Baronti   | Dario Frigo          |
| 1999  | Mauro Gianetti       | Carlo Finco          | Andrea Ferrigato     |
| 2000  | Gorazd Štangelj      | Michele Bartoli      | Oscar Mason          |
| 2001  | Francesco Casagrande | Gianni Faresin       | Patrice Halgand      |
| 2002  | Laurent Dufaux       | Francesco Casagrande | Davide Rebellin      |
| 2003  | Francesco Casagrande | Davide Rebellin      | Danilo Di Luca       |
| 2004  | Davide Rebellin      | Paolo Tiralongo      | Dario Frigo          |
| 2005  | Damiano Cunego       | Stefano Garzelli     | Luca Mazzanti        |
| 2006  | Stefano Garzelli     | Giovanni Visconti    | Santo Anzà           |
| 2007  | Santo Anzà           | Luca Mazzanti        | Volodymyr Zagorodny  |
| 2008  | Non attribué.        | Stefano Garzelli     | Mauro Finetto        |
| 2009  | Giovanni Visconti    | Stefano Garzelli     | Miguel Ángel Rubiano |
| 2010  | Vincenzo Nibali      | Vladislav Borisov    | Giovanni Visconti    |
| 2011  | Davide Rebellin      | Miguel Ángel Rubiano | Domenico Pozzovivo   |
| 2012  | Carlos Betancur      | Moreno Moser         | Désattribuée         |
| 2013  | Ivan Santaromita     | Michele Scarponi     | Davide Rebellin      |
| 2014  | Vincenzo Nibali      | Davide Formolo       | Matteo Rabottini     |